# 川崎貴人
川崎 貴人（かわさき たかひと、1946年 -）は、日本の小説家、推理作家。

## 来歴
山口県生まれ。駒澤大学卒業。大学在学中に小説や詩の同人誌を渡り歩き、自身も主宰して発行。卒業後、出版社に勤務。退職後、フリーのルポライターとなる。週刊誌や雑誌に取材記事を発表。トラベルと風俗関係のルポに定評がある。

## 著書
- 「東尋坊伝説殺人事件:書き下ろし旅情ミステリー」有楽出版社（発売:実業之日本社） 2006.1. ISBN 4408603570
- 「古都山口・桜山の殺人:書き下ろし旅情ミステリー」有楽出版社（発売:実業之日本社）2006.6. ISBN 4408603813
- 「古都萩・指月城址の殺人:書き下ろし旅情ミステリー」有楽出版社（発売:実業之日本社）2006.10. ISBN 4408603996
- 「鳴子伝説殺人風景:白鳥夕子の事件ファイル:長編旅情ミステリー 」光文社 2007.5.[2]